# Dziwolągi (serial animowany)
Dziwolągi (ang. Weird-Oh’s, 1999–2000) – kanadyjski serial animowany wyprodukowany przez Decode Entertainment i Mainframe Entertainment. Serial wykonany w technice trójwymiarowej CGI.
Światowa premiera serialu miała miejsce 15 września 1999 roku na antenie YTV. Ostatni odcinek serialu został wyemitowany 15 marca 2000 roku. W Polsce serial nadawany był dawniej w telewizji Polsat w wersji z polskim lektorem, którym był Janusz Kozioł.

## Opis fabuły
Serial przedstawia losy trzech przyjaciół – Diggera, Eddiego i Portii, którzy zamieszkują miasto Weirdsville i uwielbiają się ścigać. Razem przeżywają niezwykłe przygody.

## Obsada
- Kathleen Baar –
  - Digger,
  - Mama-B Chassis
- Cusse Mankuma – Eddie
- Tabitha St. Germain – Portia
- Scott McNeil –
  - Daddy-O Chassis,
  - Davey,
  - Killer McBash
- Ian James Corlett –
  - Baby Chassis,
  - Wade
- Mark Acheson – Leaky Boat Louie
- Garry Chalk – wujek Huey
- Elizabeth Carol Savenkoff – Slingrave Curvette

## Spis odcinków
| N/o            | Polski tytuł                    | Angielski tytuł             |
| -------------- | ------------------------------- | --------------------------- |
|                |                                 |                             |
| SERIA PIERWSZA |                                 |                             |
|                |                                 |                             |
| 01             |                                 | Diary of a Mad Sister       |
| 01             | Black-Eyed Babysitters          |                             |
|                |                                 |                             |
| 02             |                                 | Daddy Dismissed             |
| 02             | Rebel Without a Ride            |                             |
|                |                                 |                             |
| 03             |                                 | R.I.P. Off Wade             |
| 03             | Lights, Camera, Traction        |                             |
|                |                                 |                             |
| 04             |                                 | Gods and Monster Trucks     |
| 04             | Killer McB, I Set You Free      |                             |
|                |                                 |                             |
| 05             |                                 | Getting Over Davey          |
| 05             | Grand Theft Weird-Oh            |                             |
|                |                                 |                             |
| 06             |                                 | Headlocks for Homework      |
| 06             | Turbocharged Theatrical Tragedy |                             |
|                |                                 |                             |
| 07             |                                 | A Birthday Wish             |
| 07             | Pranks for the Memories         |                             |
|                |                                 |                             |
| 08             |                                 | Street Sense                |
| 08             | Not Without My Gator            |                             |
|                |                                 |                             |
| 09             |                                 | Family Fuel                 |
| 09             | Y2 Chaos                        |                             |
|                |                                 |                             |
| 10             |                                 | The Ever-Spending Story     |
| 10             | I Do?                           |                             |
|                |                                 |                             |
| 11             |                                 | The Cycle of No Escape      |
| 11             | A Tale of Two Wades             |                             |
|                |                                 |                             |
| 12             |                                 | Legend of the Phantom Racer |
| 12             | The Blue N' Marooned            |                             |
|                |                                 |                             |
| 13             |                                 | Head Gasket of the Class    |
| 13             | Beach Blanket Traffic Jam       |                             |
|                |                                 |                             |